# 迦太基學院
迦太基學院（英語：Carthage College）是位於美國威斯康星州基諾沙的一所私立文理学院，成立於1847年。該大學位於密歇根湖湖畔，提供本科到碩士課程。2016年《美國新聞與世界報道》在“全國文理學院”排名中將其列在第154位。